# Prix Jacques-Lob

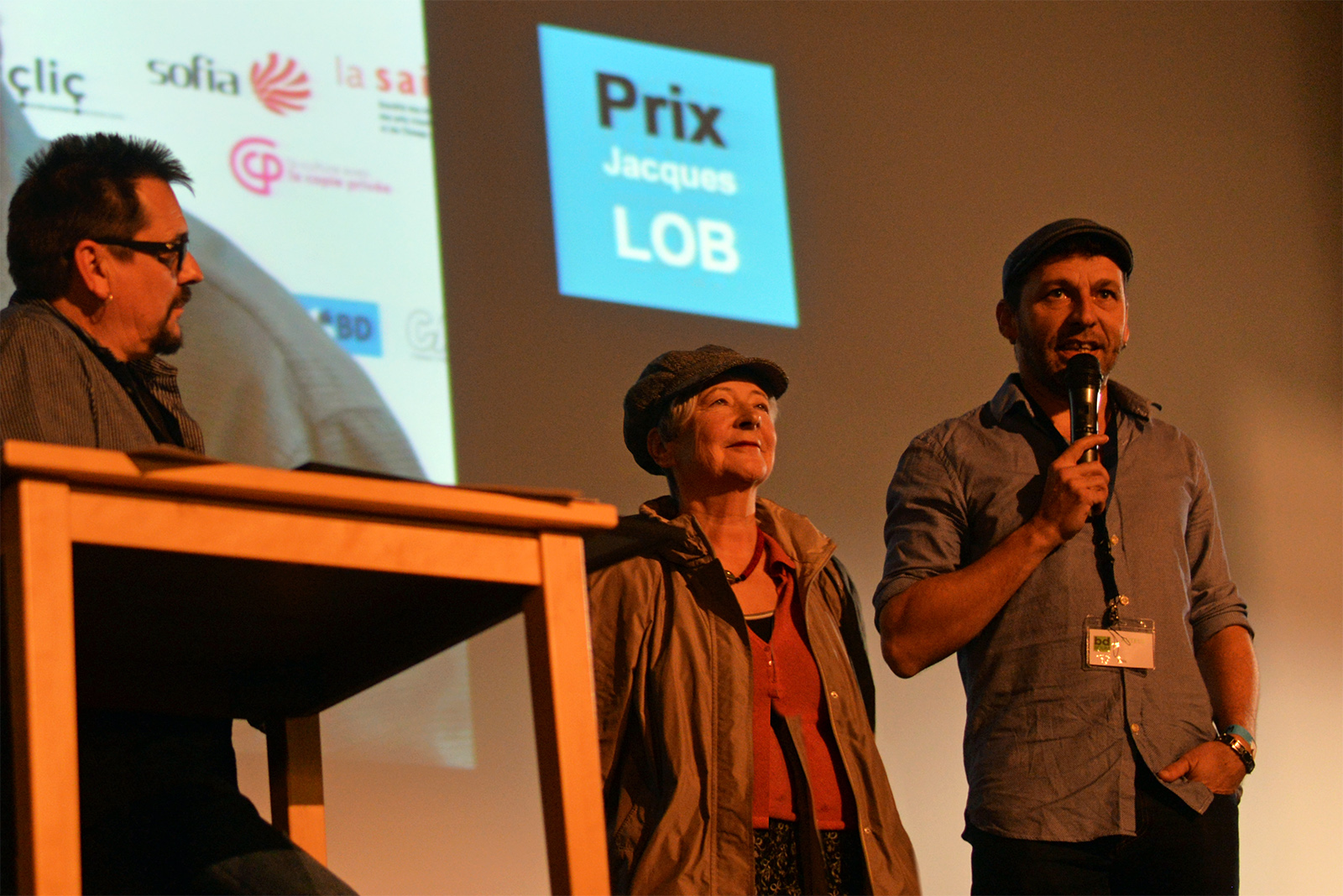
Kris recevant le prix en 2018.

Le prix Jacques-Lob, créé en hommage au scénariste Jacques Lob en 1991, est un prix de bande dessinée remis chaque année lors du festival bd BOUM de Blois. Il récompense un auteur émergent, scénariste ou dessinateur-scénariste, ayant déjà publié plusieurs albums.
Jusqu'en 1993, la remise du prix est itinérante. En 1994, le prix se sédentarise à Blois et est remis chaque année par Couetsch Bousset-Lob, femme du scénariste décédé le 24 mai 1990.

## Palmarès
| Année | Auteur(s) récompensé(s) |
| ----- | ----------------------- |
| 1991  | Makyo                   |
| 1992  | Didier Martiny          |
| 1993  | Rodolphe                |
| 1994  | Jean-Pierre Autheman    |
| 1995  | Pierre Christin         |
| 1996  | Martin Veyron           |
| 1997  | David B.                |
| 1998  | Serge Le Tendre         |
| 1999  | Joann Sfar              |
| 2000  | Blutch                  |
| 2001  | Laurence Harlé          |
| 2002  | Frank Giroud            |
| 2003  | Manu Larcenet           |
| 2004  | Fabien Vehlmann         |
| 2005  | Éric Corbeyran          |
| 2006  | Dieter                  |
| 2007  | Riad Sattouf            |
| 2008  | Jean-Yves Ferri         |
| 2009  | Pascal Rabaté           |
| 2010  | Hervé Bourhis           |
| 2011  | Fabien Nury             |
| 2012  | Appollo                 |
| 2013  | Michel Pirus            |
| 2014  | Guillaume Bouzard       |
| 2015  | Hubert                  |
| 2016  | Catherine Meurisse      |
| 2017  | José-Louis Bocquet      |
| 2018  | Kris                    |
| 2019  | Zidrou                  |
| 2020  | Lucie Durbiano          |
| 2021  | Wilfrid Lupano          |
| 2022  | Marguerite Abouet       |
| 2023  | Laurent Galandon        |